# 강건

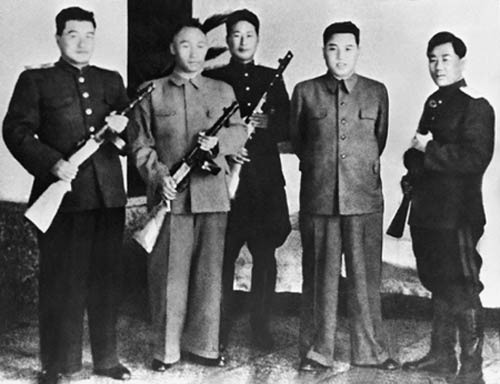
평양에서 생산된 최초의 따발총을 수여받은 최용건, 김책, 김일, 강건

강건(姜健, 1918년 ~ 1950년 9월 8일)은 일제강점기 공산주의 항일운동가이자 조선민주주의인민공화국의 군인, 정치인이다. 조선인민군의 초대 총참모장이었다. 본명은 강신태(姜信泰)인 그는, 1945년 강건으로 개명했다.
경상북도 출신으로 만주로 이주하여 성장하였고, 1933년부터 반일유격대에 참여했다. 1935년 동북항일련군에 참여하면서 김일성을 만났고 해방 후 월북하여 북한 정부수립에 참여했다. 1950년 한국 전쟁 중 사망하였다.

## 생애
경상북도 상주 출신으로, 어릴 때 만주의 지린성으로 이주하여 그곳에서 자랐다. 1933년 항일유격대에 입대하여 항일운동을 시작하였는데, 어학 실력이 뛰어나고 유격전에도 재능을 보여 어린 나이에 매우 빠른 승진을 했다.
1935년 편성된 동북항일연군에서 저우바오중(周保中)의 부하로 활동했고, 이후 김일성과 가까이 지내면서 소비에트연방 극동군 제88국제여단에도 함께 들어간 핵심 측근이다.
광복후 다른 동료들이 모두 귀국할 때 김창봉, 최광, 임철수와 함께 연변에서 활동을 하다가, 1년 뒤인 1946년에야 귀국하여 조선인민군 창군 작업을 지휘했다.
1948년 조선인민군 창군과 함께 총참모장에 임명되었으며, 북조선노동당 중앙위원회 위원, 최고인민회의 대의원을 지냈다. 한국 전쟁에 총참모장으로 참전했다가 금강가에서 지뢰 폭발 사고로 사망한 것으로 알려져 있다.
강건이 사망한 후 김일성과 박헌영이 장례식에서 직접 관을 운구했으며, 공화국영웅 칭호를 받았다. 제1군관학교를 개명한 평양의 강건종합군관학교는 그의 이름을 딴 것이다.
아들인 강창주 역시 조선민주주의인민공화국의 군인이다.

## 강건을 다룬 작품
- 송종원 - 2006년 (서울 1945) KBS2 드라마

## 참고자료
- 김일성 (1992). 〈제1부 항일혁명편, 제23장 국제반제연량과 연합하여 - 8. 북만에서 온 투사들〉. 《세기와 더불어》. 평양: 조선로동당출판사.